# Aleksandr Griboedov
Aleksandr Sergheevici Griboiedov (în rusă Александр Сергеевич Грибоедов,n. 4/15 ianuarie 1795, Moscova, Imperiul Rus – d. 30 ianuarie/11 februarie 1829, Teheran, Iran) a fost un important diplomat, scriitor și compozitor rus.
S-a născut la Moscova și a studiat la Universitatea din Moscova între 1810 și 1812. Principala sa operă este comedia în versuri Prea multă minte strică, unde principalele personaje sunt Aleksei Stepanovici Molcianin, Andrei Andreievici Ciațki și colonelul Skalozub.
Alături de Revizorul lui Gogol, piesa este considerată o capodoperă a realismului rus.
Sunt analizate contradicțiile sociale din țară din perioada premergătoare revoltei decembriștilor.
Se remarcă arta compoziției, echilibrul mijloacelor tragice și comice, reprezentarea caracterelor individualizate social și uman, utilizarea limbajului viu, de savoare populară.
Griboiedov a decedat în 1829, în calitate de ambasador al Rusiei în Persia, fiind ucis în decursul unui atac al unei mulțimi de agresori care au atacat ambasada rusă.